# وان‌لیپ
وان‌لیپ (به انگلیسی: Wanlip) یک روستا و محله مدنی در بریتانیا است که در Charnwood واقع شده‌است. وان‌لیپ ۳۰۵ نفر جمعیت دارد.